# 田辺健一
田辺 健一、田邊 健一（たなべ けんいち、1917年12月10日 - 1985年10月7日）は、日本の地理学者。専門は人文地理学、特に都市地理学。宮城教育大学名誉教授、東北大学名誉教授。

## 経歴
東京神田生まれ。旧制東京府立五中から旧制浦和高等学校（現埼玉大学）に進学。卒業後東京帝国大学理学部に進んだ。
学生時代に、木内信蔵が主導して行なわれた東京市四谷谷町小住宅密集地区の学際的調査に参加したことを機に、都市地理学研究者として注目され、後には「木内門下生きっての都市地理学者」と評されるに至った。
1944年1月17日旧姓小石弘子と結婚。仙台に疎開する。
1945年に長男の好美（よしはる）、1950年に長女のさつきをもうける。
仙台で国土地理院から東北大学に転出。
東北地理学会（1947年創設）発起人のひとり。会長を務めたこともある。
1957年、「酪農業の日本的性格：日本の乳牛飼養の分析からする地理学的到達」により東北大学から理学博士の学位を取得。
1965年の宮城教育大学の東北大学からの分離にともない、1966年に宮城教育大学教授に転じた。
1982年に宮城教育大学を退職した後、1984年4月に同大学から名誉教授を贈られ、さらに9月には東北大学からも名誉教授を贈られた。
愛知大学文学部教授であった1985年10月7日に東京で死去した。

## 主な著書

### 単著
- 集中地理、旺文社、1969年 - 学習参考書
- 都市の地域構造、大明堂、1979年
- 地理学的環境と地域分化の形成：家畜飼養を分析の手段として、古今書院、1986年

### 編著
- 講座 都市と国土：国土の都市化 2、鹿島出版会、1971年
- 日本の都市システム：地理学的研究、古今書院、1982年

### 共編著
- （宮川善造との共編著）環境の科学としての地理学、大明堂、1964年
- （木内信蔵との共編著）広域中心都市：道州制の基礎、古今書院、1971年
- （福井英夫、岡本次郎との共編著）地理学と環境、大明堂、1974年
- （高野史男、二神弘との共編著）都心再開発、古今書院、1977年
- （長谷川典夫との共編著）実験都市「仙台」：都市地理学研究の課題、大明堂、1982年
- （渡辺良雄との共編著）都市地理学、朝倉書店、1985年

## 関連文献
- 「故田辺健一教授略歴及び主要業績」『東北地理』第37巻第4号、東北地理学会、1985年、234,237-238。 NAID 40002645311